# Ctenodesmus meranganus
Ctenodesmus meranganus är en mångfotingart som först beskrevs av Henri W. Brölemann 1920.  Ctenodesmus meranganus ingår i släktet Ctenodesmus och familjen Oxydesmidae. Inga underarter finns listade i Catalogue of Life.